# Naoto Ōshima
Naoto Ōshima (大島 直人?, Ōshima Naoto; Osaka, 26 febbraio 1964) è un illustratore giapponese.

## Biografia
Ex dipendente della SEGA, ha creato e disegnato i personaggi di Sonic e Dr. Eggman. Tuttavia, Yūji Naka e Hirokazu Yasuhara spesso vengono citati come ideatori di Sonic, per via della loro stretta associazione con la serie. Ōshima ha ottenuto notabilità all'interno nel Sonic Team per aver creato i personaggi ed aver giocato un ruolo importante nello sviluppo di giochi come Phantasy Star, Sonic CD, Nights into Dreams... e Sonic Adventure.
Dopo aver lasciato il Sonic Team, Oshima ha formato una casa di produzione di videogiochi indipendente chiamata Artoon. In seguito però ha ceduto la posizione di presidente della compagnia ed è stato sostituito da Yutaka Sugano. Con la Artoon ha prodotto titolo come Pinobee e Blinx: The Time Sweeper. Nel 2010, la Artoon è stata assorbita dalla AQ Interactive.
Viene occasionalmente accreditato con il soprannome "Big Island" (o "Bigisland"), che è la traduzione letterale del suo cognome.